# 杋圭
崔杋圭（： Cui Beom-gyu，2001年3月13日—），藝名BEOMGYU（韓語：범규），韓國男歌手，為男子團體TOMORROW X TOGETHER門面擔當。2019年3月4日，透過迷你專輯《The Dream Chapter: STAR》於韓國出道。2020年1月15日，透過日本出道單曲《MAGIC HOUR》於日本出道。

## 生涯

### 出道前
崔杋圭出生於大邱廣域市北區，家庭源自慶州崔氏。爸爸是一名专业赛车手。他有一位哥哥，並從小飼養一隻名叫TOTO的鸚鵡。中學時參加樂團，能夠演奏吉他以及電子吉他。2018年8月，在練習生時期曾與團員共同在美國培訓。

### 2019年至今：TXT
1月20日，所屬社釋出了BEOMGYU概念照及影片。
3月4日，透過Mnet的慶祝出道特輯節目《TOMORROW X TOGETHER Debut Celebration Show presented by Mnet》於韓國正式出道，並發行首張迷你專輯《The Dream Chapter: STAR》。
20201月15日，以TOMORROW X TOGETHER成員發行出道單曲《MAGIC HOUR》於日本出道。

## 音樂作品
擔任거울 속의 미로（Maze in the Mirror）的第二順位製作人、Thursday's Child Has Far To Go的第一順位製作人、Blue Spring的第一順位製作人、Panic的第一順位製作人、Take My Half的第三順位製作人。
— 所屬團體之作品請參閱 TXT音樂作品列表。

### 翻唱歌曲
| 年份   | 發佈日期 | 歌曲名稱                          | 原曲名稱   | 原唱歌手 | 合作團員 |
| 2022年 | 3月13日  | Wonder                            | Wonder     | Adoy     |          |
| 2022年 | 11月16日 | You! （页面存档备份，存于）       | You!       | LANY     |          |
| 2024年 | 5月9日   | Sukidakara （页面存档备份，存于） | Sukidakara | Yuika    |          |

### 個人單曲 Mixtape
| Mixtape | 專輯資料                                                            | 歌曲名稱                     |
| 1st     | 《BEOMGYU's Mixtape: Panic》 - 發布日期：2025年3月27日 - 語言：韓語 | Panic （页面存档备份，存于） |

## 影視作品
— 所屬團體之作品請參閱 TXT影視作品列表。

### 綜藝節目
| 年份   | 播放日期            | 電視台          | 節目名稱                       | 備註                                                                |
| 2021年 | 7月3日              | tvN             | 《驚人的星期六》               | 與YEONJUN共同出演                                                   |
| 2021年 | 12月16日 - 12月30日 | JTBC            | 《鄉下西式快餐》               | 第七集至第九集                                                      |
| 2023年 | 4月7日              |                 | 《오늘의 주우재》              | 與SOOBIN共同出演                                                    |
| 2023年 | 7月12日             | MNET            | 《Dope Club》                  | 與SOOBIN、TAEHYUN共同出演                                           |
| 2023年 | 10月14日            | 디글 :Diggle    | 《동네스타K3》                 | 與SOOBIN、HUENINGKAI共同出演                                        |
| 2023年 | 10月31日            | KBS             | 《My Little Day》              | [ 17 ]                                                              |
| 2023年 | 11月3日             | Studio Lululala | 《Workman》                    | [ 18 ]                                                              |
| 2023年 | 11月9日             |                 | 《동네친구 강나미 [Kangnami]》 | 與SOOBIN共同出演                                                    |
| 2024年 | 4月4日              |                 | 《김종국 GYM JONG KOOK》       | 與SOOBIN、TAEHYUN共同出演                                           |
| 2024年 | 4月18日             | MBC             | 《운동짱범규》                 | 個人綜藝第一季預告                                                  |
| 2024年 | 4月25日             | MBC             | 《운동짱범규》                 | 個人綜藝第一季EP.1                                                  |
| 2024年 | 4月25日             |                 | 《우하머그 uhmg studio》       | 與YEONJUN共同出演                                                   |
| 2024年 | 5月3日              | MBC             | 《운동짱범규》                 | 個人綜藝第一季EP.2                                                  |
| 2024年 | 5月9日              | MBC             | 《운동짱범규》                 | 個人綜藝第一季EP.3                                                  |
| 2024年 | 5月16日             | MBC             | 《운동짱범규》                 | 個人綜藝第一季EP.4                                                  |
| 2024年 | 5月23日             | MBC             | 《운동짱범규》                 | 個人綜藝第一季EP.5                                                  |
| 2024年 | 5月30日             | MBC             | 《운동짱범규》                 | 個人綜藝第一季EP.6                                                  |
| 2024年 | 6月6日              | MBC             | 《운동짱범규》                 | 個人綜藝第一季幕後花絮                                              |
| 2024年 | 9月10日             | MBC             | 《운동짱범규2》                | 個人綜藝第二季預告                                                  |
| 2024年 | 9月17日             | MBC             | 《운동짱범규2》                | 個人綜藝第二季EP.1                                                  |
| 2024年 | 9月24日             | MBC             | 《운동짱범규2》                | 個人綜藝第二季EP.2                                                  |
| 2024年 | 10月1日             | MBC             | 《운동짱범규2》                | 個人綜藝第二季EP.3                                                  |
| 2024年 | 10月8日             | MBC             | 《운동짱범규2》                | 個人綜藝第二季EP.4                                                  |
| 2024年 | 10月15日            | MBC             | 《운동짱범규2》                | 個人綜藝第二季EP.5                                                  |
| 2024年 | 10月22日            | MBC             | 《운동짱범규2》                | 個人綜藝第二季EP.6                                                  |
| 2024年 | 10月29日            | MBC             | 《운동짱범규2》                | 個人綜藝第二季幕後花絮                                              |
| 2024年 | 11月8日             |                 | 《공파새》                     | [ 38 ]                                                              |
| 2024年 | 11月22日            |                 | 《차린건 쥐뿔도 없지만》       | 與SOOBIN、TAEHYUN、YEONJUN共同出演 EP.35 為了看朴寶英偷偷趕去攝影棚 |
| 2025年 | 1月28日             |                 | 《달려라 석진》                | [ 39 ]                                                              |
| 2025年 | 2月21日             |                 | 《집대성》                     | 與YEONJUN、TAEHYUN共同出演                                          |
| 2025年 | 3月24日             |                 | 《동네친구 강나미 [Kangnami]》 | 與HUENINGKAI共同出演                                                |
| 2025年 | 4月10日             |                 | 《Pixid》                      | 與SOOBIN共同出演                                                    |

## 主持

### 節目主持
| 年份   | 播放日期 | 電視台      | 節目名稱                  | 備註     |
| 2021年 | 3月23日  | KBS Cool FM | 《DAY6's Kiss The Radio》 | 特別DJ   |
| 2021年 | 3月30日  | KBS Cool FM | 《DAY6's Kiss The Radio》 | 特別DJ   |
| 2021年 | 4月6日   | KBS Cool FM | 《DAY6's Kiss The Radio》 | 特別DJ   |
| 2021年 | 7月16日  | KBS Cool FM | 《DAY6's Kiss The Radio》 | 特別DJ   |
| 2021年 | 10月25日 | KBS Cool FM | 《DAY6's Kiss The Radio》 | 特別DJ   |
| 2021年 | 10月30日 | KBS Cool FM | 《DAY6's Kiss The Radio》 | 特別DJ   |
| 2021年 | 10月31日 | KBS Cool FM | 《DAY6's Kiss The Radio》 | 特別DJ   |
| 2024年 | 4月6日   | MBC         | 《Show! 音樂中心》        | 特別主持 |
| 2025年 | 8月2日   | MBC         | 《Show! 音樂中心》        | 特別主持 |

## 獎項與榮譽
由杋圭製作的‘Thursday’s Child Has Far To Go’被英國新音樂快遞評選為2022年最好的歌曲第49名
— 所屬團體之獎項請參閱 TXT獲獎及提名列表。

## 外部連結
- TOMORROW X TOGETHER （页面存档备份，存于） 官方Twitter
- 杋圭的Instagram帳戶